# Azam Tigers Football Club
Actualités
L'Azam Tigers Football Club est un club malawite de football basé à Blantyre, c'est l'une des nombreuses équipes de cette ville à jouer en MTN première division. 
Le club atteint deux fois la finale de la coupe nationale, avec une victoire en 2009 et une défaite en 2005 contre le MTL Wanderers aux tirs au but.

## Palmarès
- Championnat du Malawi (1)
  - Champion : 1989
  - Vice-champion : 1992

- Coupe du Malawi (1)
  - Vainqueur : 2009
  - Finaliste : 2005

- Coupe CECAFA
  - Finaliste : 1983